# Lac Baptiste (rivière Toussaint)
Pour les articles homonymes, voir Baptiste et Lac Baptiste.
Le lac Baptiste est un plan d'eau douce faisant partie du versant de la rivière Toussaint, dans le territoire de la ville de La Tuque, dans la région administrative de la Mauricie, dans la province de Québec, au Canada.
Ce lac de la partie Nord du réservoir Gouin s’étend surtout dans le canton de Balète ; deux petites baies s’étirent vers le Sud-Ouest en partie dans le canton de Mathieu.
La foresterie constitue la principale activité économique du secteur. Les activités récréotouristiques, en second.
Le bassin versant du lac Baptiste est desservi indirectement du côté Est par des routes forestières secondaires qui se connectent vers le Sud à une route principale (sens Est-Ouest) qui passe à environ 1,3 km au Sud d’une baie du lac Baptiste. Cette dernière se déroule en parallèle (du côté Nord) à la route 212 reliant le village d’Obedjiwan à la rive Est du réservoir Gouin.
La surface du lac Baptiste est habituellement gelée de la mi-novembre à la fin avril, toutefois la circulation sécuritaire sur la glace se fait généralement du début décembre à la fin de mars.

## Géographie
Les principaux bassins versants voisins du lac Baptiste sont :
- côté nord : lac Balète, rivière Toussaint, lac Roy, lac Baptiste, rivière Cawcot ;
- côté est : lac Kanimepiviskak, rivière Pokotciminikew, ruisseau à l'Eau Claire (réservoir Gouin), ruisseau Verreau, lac Dubois (ruisseau Verreau), lac du Principal ;
- côté sud : lac Mathieu (rivière Mathieu), lac Kawawiekamak, lac Omina, lac McSweeney, lac Marmette (réservoir Gouin) ;
- côté ouest : ruisseau Augusta, rivière Toussaint, rivière Pascagama.

D’une longueur de 11,8 km (sens Nord-Sud) et d’une largeur maximale de 2,1 km, le lac Baptiste comporte les caractéristiques suivantes (sens horaire, à partir de l’embouchure) :
- quatre îles enlignées dans le sens de la longueur, séparant le lac en deux, dont la plus longue mesure 1,7 km ; ce groupe d’îles est aussi enligné avec une presqu’île s’avançant de la rive Nord, une presqu’île rattachée à la rive Ouest au centre du lac et la presqu’île venant du Sud du lac ;
- la décharge (venant du Nord) d’un petit lac lequel semble la prolongation vers le Nord du lac Baptiste et qui se déverse dans une baie près de l’embouchure du lac Baptiste ;
- une baie qui s’étire vers le Nord-Ouest sur 0,8 km au pied d’une montagne dont le sommet atteint 537 km à 0,8 km à l’Est ;
- une baie s’étirant sur 1,1 km vers l’Est ;
- une baie s’étirant sur 2,9 km vers le Sud-Ouest chevauchant les cantons de Balète et de Mathieu ;
- une baie s’étirant sur 2,3 km vers le Sud-Ouest chevauchant aussi les cantons de Balète et de Mathieu ;
- une baie s’étirant sur 0,9 km vers l’Ouest sur la rive Sud-Ouest ;
- une baie s’étirant sur 1,4 km vers le Nord, à partir de la rive Ouest laquelle comporte une zone de marais.

L’embouchure du lac Baptiste est localisée au Nord-Ouest du lac, soit à :
- 3,0 km au Nord-Est de la confluence de la décharge du lac Baptiste ;
- 34,3 km au Nord de l’embouchure de la rivière Toussaint ;
- 40,0 km au Nord du centre du village de Obedjiwan ;
- 86,4 km au Nord-Ouest du barrage Gouin ;
- 142 km au Nord-Ouest du centre du village de Wemotaci (rive Nord de la rivière Saint-Maurice) ;
- 226 km au Nord-Ouest du centre-ville de La Tuque ;
- 338 km au Nord-Ouest de l’embouchure de la rivière Saint-Maurice (confluence avec le fleuve Saint-Laurent à Trois-Rivières)[1].

À partir de l’embouchure du lac Baptiste, le courant coule sur 77,2 km jusqu’au barrage Gouin, selon les segments suivants :
- 4,1 km vers le Sud-Ouest en descendant la décharge du lac Baptiste ;
- 41,8 km vers le Sud en descendant la rivière Toussaint ;
- 96,1 km en contournant par l'Ouest, puis le Sud, le village de Obedjiwan et en traversant le réservoir Gouin dont le lac Toussaint (réservoir Gouin), le lac Marmette (réservoir Gouin), la baie Marmette Sud, le lac Nevers (réservoir Gouin), le lac Brochu (réservoir Gouin), la baie Kikendatch, jusqu’au barrage Gouin. À partir de ce barrage, le courant emprunte la rivière Saint-Maurice jusqu’à Trois-Rivières où il se déverse sur la rive Nord du fleuve Saint-Laurent.

## Toponymie
Le toponyme "Lac Baptiste " a été officialisé le 5 décembre 1968 par la Commission de toponymie du Québec, soit à la création de cette commission.